# Łanocha

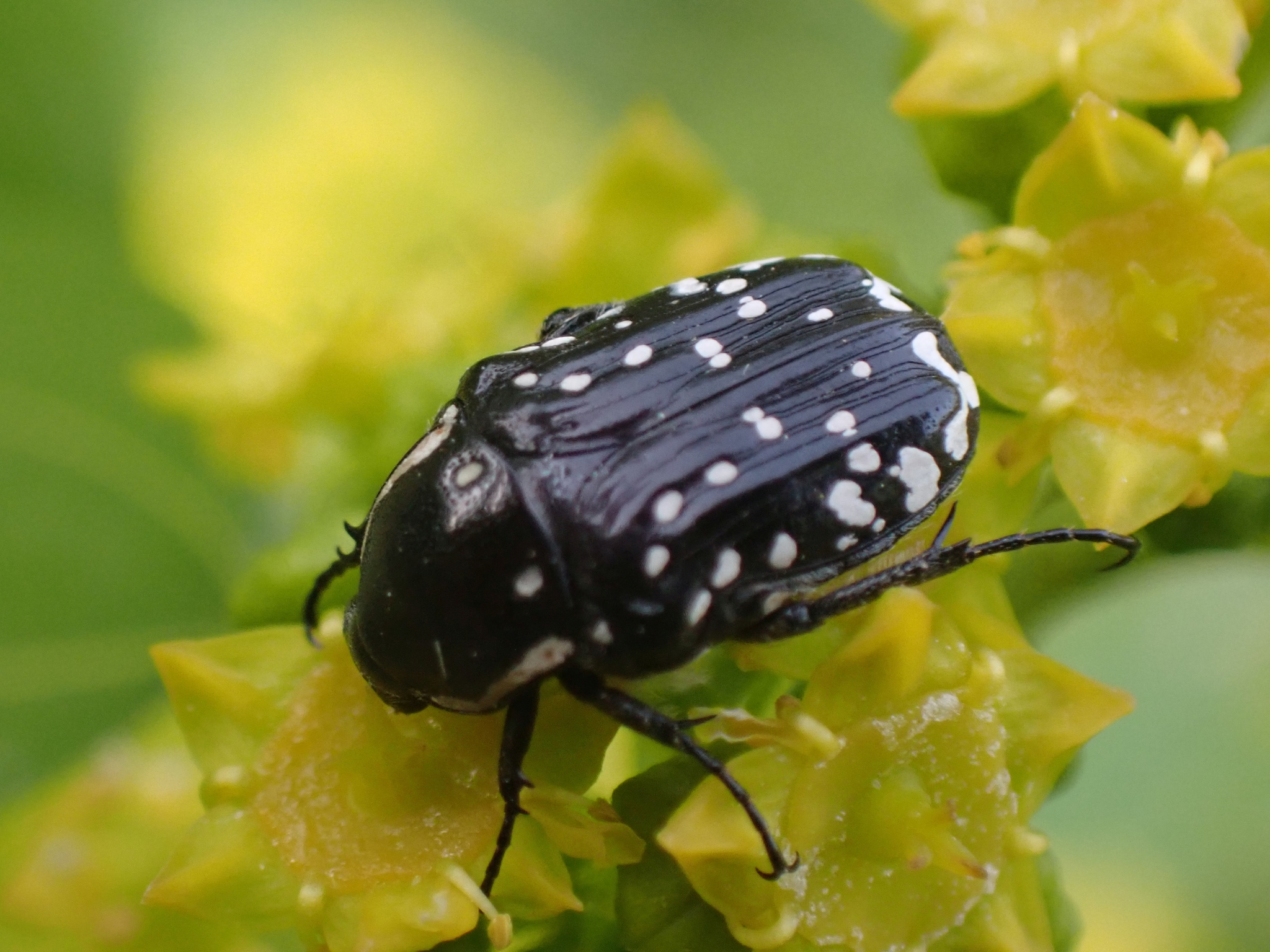
Oxythyrea cinctella

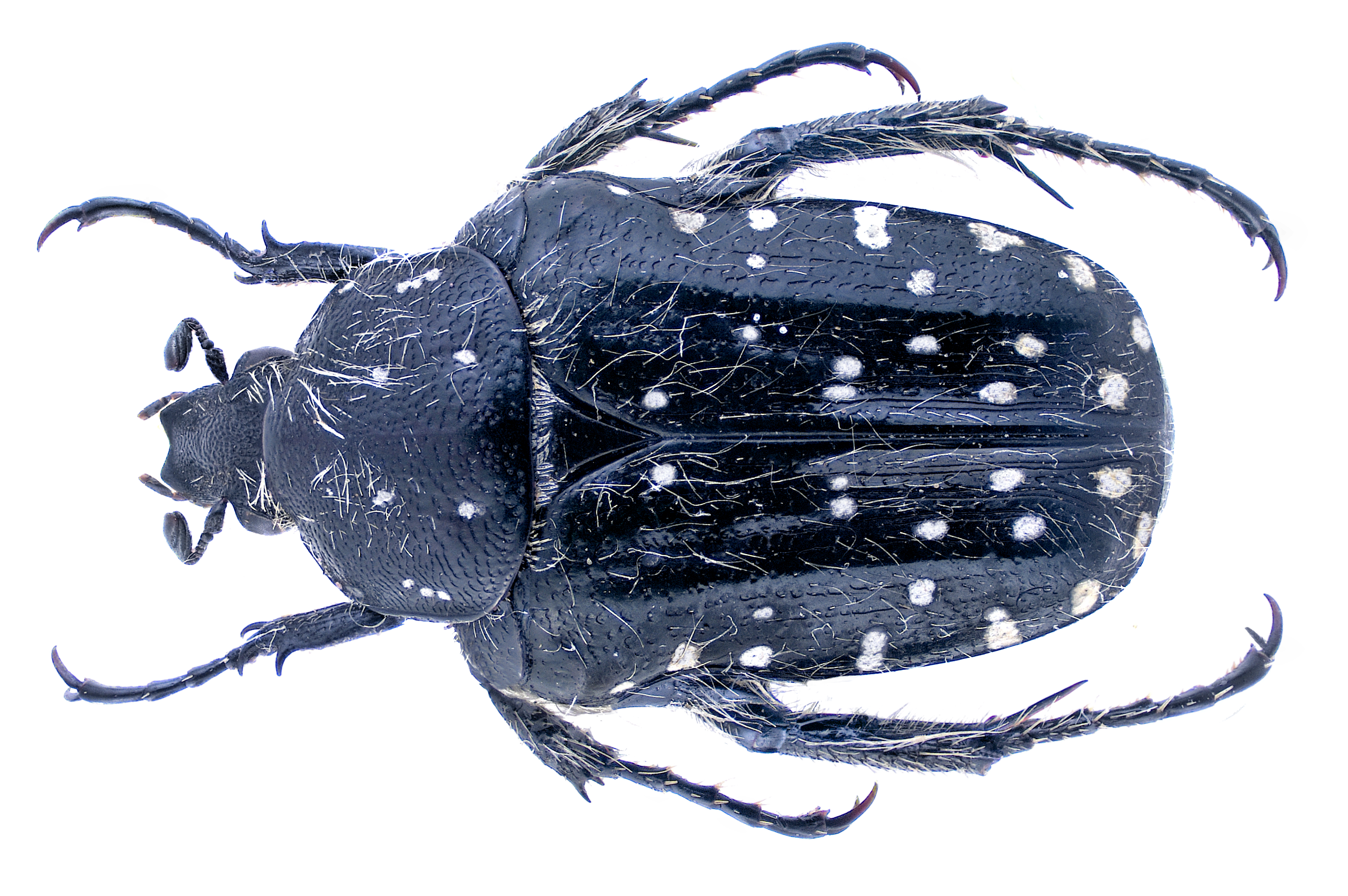
Oxythyrea abigail

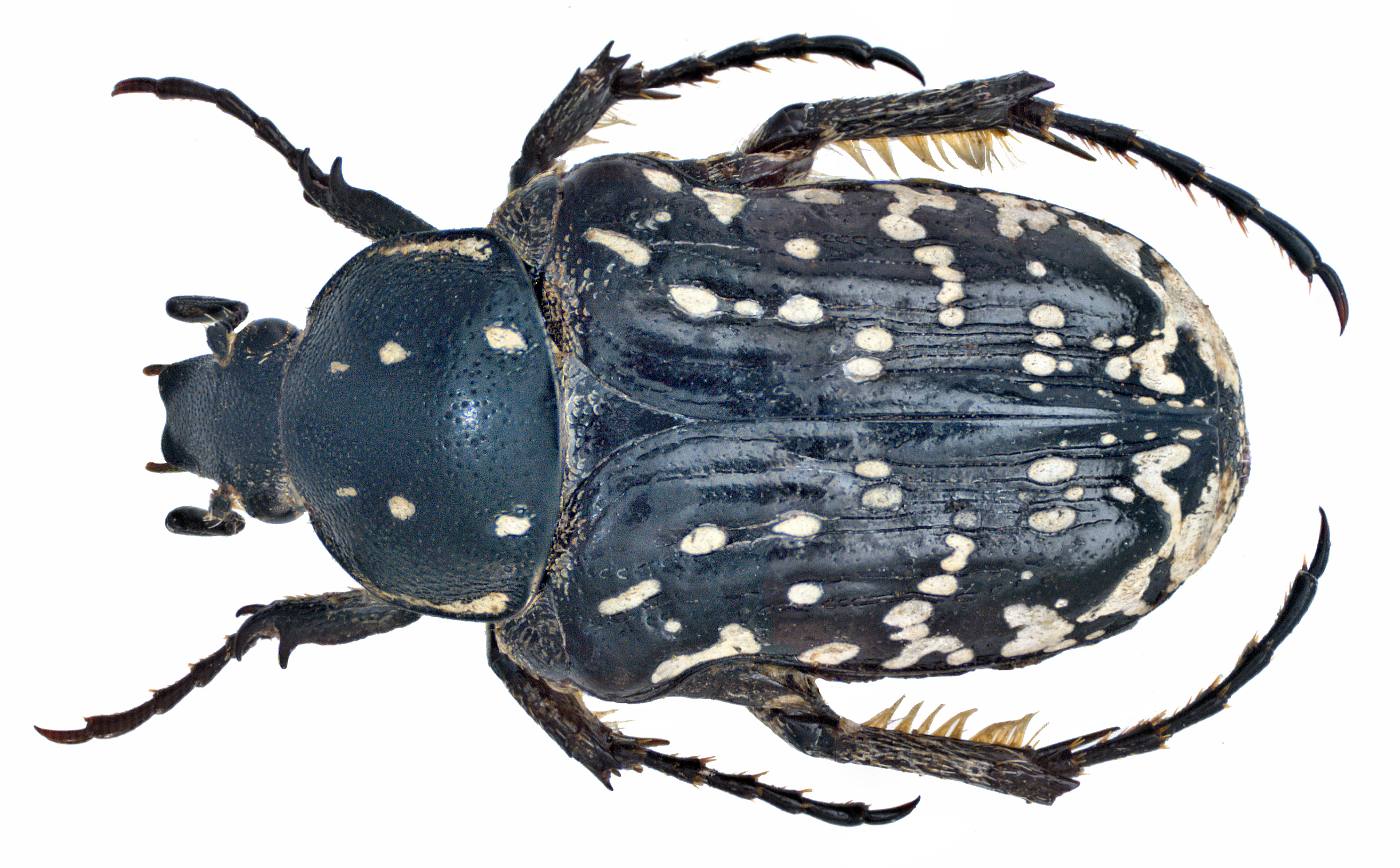
Oxythyrea noemi

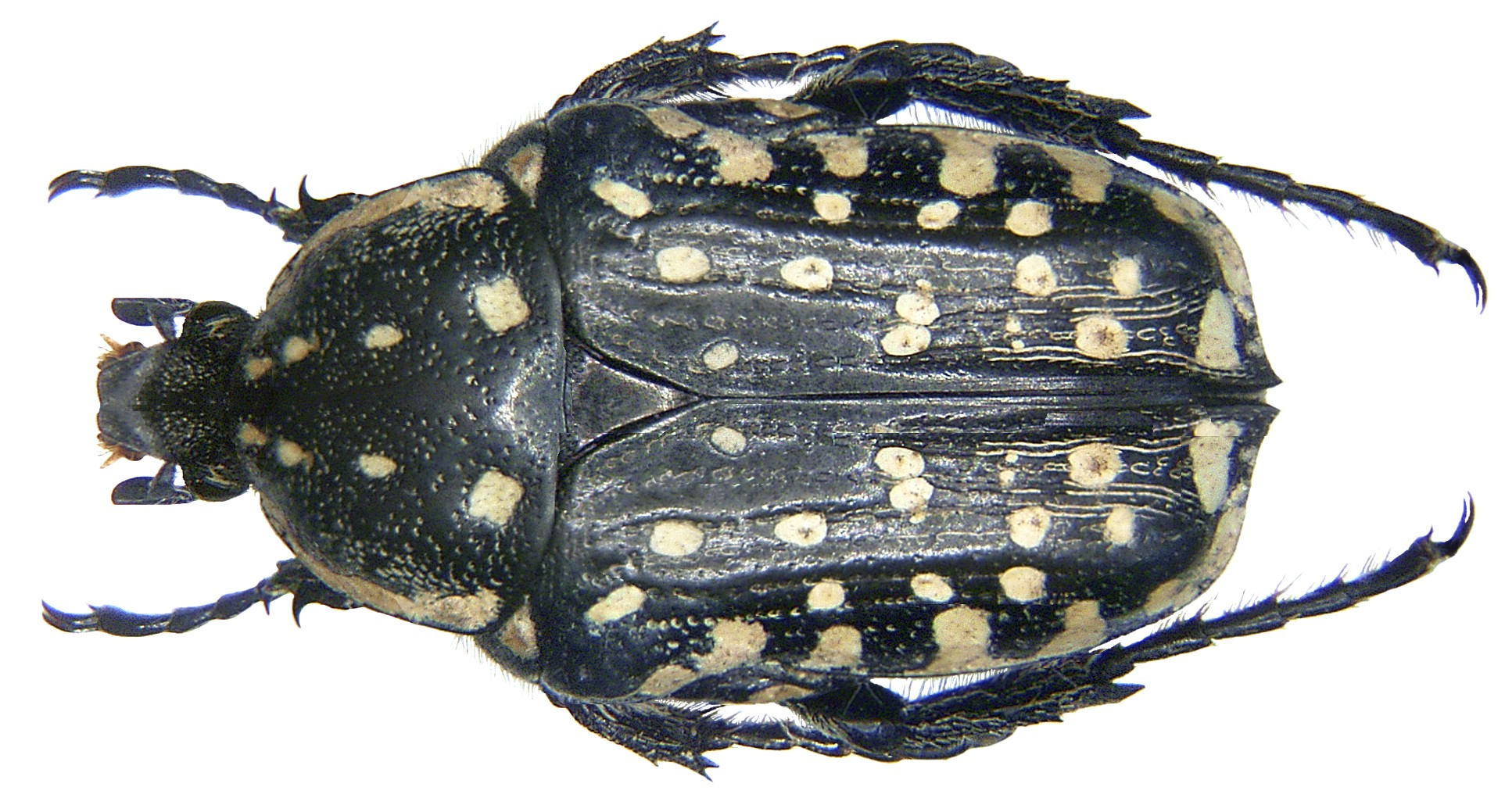
Oxythyrea pantherina

Łanocha (Oxythyrea) – rodzaj chrząszczy z rodziny poświętnikowatych i podrodziny kruszczycowatych. Obejmuje 19 opisanych gatunków.

## Morfologia

### Owad dorosły
Chrząszcze o owalnym w zarysie ciele, umiarkowanie połyskujące, ubarwione czarno, czasem z lekkim połyskiem brązowym lub zielonkawym, niemal zawsze z białym znakami na przedpleczu, pokrywach i spodzie ciała. Wierzch ciała jest łysy lub porośnięty rzadkim, długim  owłosieniem. Przedplecze nie ma kila przez środek lub jest on słabo zaznaczony. Tarczka jest trójkątna, z tyłu zaostrzona. Pokrywy mają po kilka rzędów sąsiadujących z szeregami punktów, we wciskach powierzchni grzbietowej podwojonymi. Wyrostek międzybiodrowy śródpiersia jest bardzo krótki i szeroki, co najwyżej słabo u podstawy przewężony i co najwyżej słabo wystający. Odnóża przedniej pary mają golenie z dwoma ząbkami na zewnętrznej krawędzi umieszczonymi w wierzchołkowej ⅓. Tylna para odnóży ma nieobrzeżone zewnętrzne krawędzi bioder, trzy zęby na zewnętrzno-wierzchołkowych krawędziach goleni, a pierwszy człon stóp krótszy niż drugi. Na spodzie odwłoka widocznych jest sześć sternitów, z których piąty nie ma ząbków w kątach tylno-bocznych. U samca na spodzie odwłoka występuje podłużna bruzda. Pygidium ma krawędź dolną wąską do przeciętnie szerokiej.

### Larwa
Larwa jest pędrakiem. Trzecie stadium osiąga od 15 do 26 mm długości ciała, którego barwa jest biaława z żółtawobrązową do rudobrązowej głową i czarnymi szczytami żuwaczek.
Puszka głowowa jest gładka lub ze słabą mikrorzeźbą. Nie występują oczka larwalne. Czułki budują cztery człony, z których pierwszy jest najdłuższy, trzeci najkrótszy, a czwarty zaopatrzony w okrągłe pólko zmysłowe i zwykle pięć plamek zmysłowych. Nadustek ma zarys trapezowaty do prawie prostokątnego. Symetryczna warga górna ma trójpłatowy i opatrzony licznymi szczecinkami brzeg przedni oraz dwa poprzeczne szeregi szczecinek na wierzchu. Występuje na niej clithra. Na nadgębiu nie występują wyrostek haptomeralny, proplegmata, plegmata, gymnoparia, phoba ani crepis. Wypukłe do nieco kątowo zgiętego zygum ma szereg tęgich szczecin, kilka elementów zmysłowych odsiebnie od niego oraz grupkę tęgich szczecin w tyle. Akroparia mają od 6 do 12 szczecinek na płatach bocznych i od 7 do 10 szczecinek na tak długich jak one lub nieco dłuższych płatach środkowych. Akantoparia mają od 4 do 8 jajowatych lub kolcowatych szczecinek. Chetoparia są niesymetryczne – lewe ma od 30 do 68 szczecinek, a prawe od 45 do 90 szczecinek, w tym jeden lub dwa szeregi dodatkowe. Wewnętrzne krawędzie deksiotorm są proste do wklęsłych. Haptolachus ma od 5 do 20 włosowatych szczecinek na przedzie, lewe nesium w postaci stożka zmysłowego z czterema porami, prawe nesium zanikłe, a w częściach tylno-bocznych po dwie szczecinki porowate. Żuwaczki są niesymetrycznie zbudowane, pozbawione podłużnych bruzd, na przednio-bocznej części wierzchu opatrzone dwoma wydatnymi szczecinkami i porem środkowym. Lewa żuwaczka ma cztery zęby tnące, wydatny odsiebny płat molarny, spłaszczony z wypukłym brzegiem tylnym calyx i od 6 do 21 szczecinek w brustii. Prawa ma dwa wydatne zęby tnące i jeden szczątkowo zaznaczony, calyx w widoku środkowym podzielony na dwa prawie trójkątne płaty, a brustię założoną z od 4 do 16 szczecinek. Na rejon strydulacyjny żuwaczki składa się od 9 do 25 poprzecznych listewek. Szczęki mają żuwki zewnętrzne i wewnętrzne całkowicie zrośnięte w male. Pieniek ma na powierzchni grzbietowo-środkowej od 10 do 25 szczecinek włosowatych, ukośny szereg kolcowatych ząbków strydulacyjnych i ścięty wyrostek przedni. Głaszczki szczękowe budują cztery człony, z których przedostatni ma zwykle dwie szczecinki. Sklerom podgębia ma niesymetryczny, wystający, ścięty, spiczasty wyrostek oraz delikatnie zesklerotyzowane boczne płaty. Głaszczki wargowe są dwuczłonowe. 
Przedtułów jest jednolity, śródtułów i zatułów podzielone zaś są na trzy płaty. Skleryt przedplecza zachodzi na prawie całe boki przedtułowia. Przetchlinki śródtułowia mają C-kształtne płytki oddechowe. Odnóża mają walcowate, pozbawione pazurków przedstopia.
Odwłok zbudowany jest z segmentów, z których te od pierwszego do szóstego podzielone są na trzy części, te od siódmego do ósmego na dwie części, a dziewiąty i dziesiąty są zlane od strony grzbietowej. Na segmentach od szóstego do ósmego znajdują się półkoliste przetchlinki. Raster ma pali rozmieszczone w jednym podkowiastym szeregu lub w dwóch łukowatych, równoległych szeregach, otwartą z tyłu septulę oraz tegillę w postaci licznych szczecinek zakrywających prawie cały spód ostatniego segmentu odwłoka.

## Ekologia i występowanie
Owady te zasiedlają tereny otwarte, w tym stepy, łąki, murawy, nadmorskie wydmy i stanowiska ruderalne. Larwy żyją w glebie, odżywiając się korzeniami. Owady dorosłe żerują na kwiatach.
Rodzaj palearktyczny, rozmieszczony od Wysp Kanaryjskich na zachodzie po Ałtaj, Tybet i Kaszmir na wschodzie. W Europie stwierdzono pięć gatunków, z których tylko łanocha pobrzęcz występuje w Polsce – gatunek ten od końca XX wieku znajduje się w ekspansji na północ i wschód i ma drugi obok O. cinctella największy zasięg spośród łanoch.

## Taksonomia
Takson ten wprowadził w 1842 roku Étienne Mulsant. Gatunkiem typowym wyznaczono łanochę pobrzęcz pod będącą młodszym synonimem nazwą Scarabaeus sticticus. Oprócz podrodzaju nominatywnego wyróżnia się w obrębie omawianego taksonu jeszcze dwa podrodzaje, z których Stichothyrea wprowadzona została w 1882 roku przez Gustava Kraatza, a monotypowa Manodema w 1907 roku przez Juliusa Mosera.
Do rodzaju tego należy 19 opisanych gatunków, zgrupowanych w trzech podrodzajach:
- podrodzaj: Oxythyrea (Manodema) Moser, 1907
  - Oxythyrea pygidialis (Moser, 1907)
- podrodzaj: Oxythyrea (Oxythyrea) Mulsant, 1842
  - Oxythyrea abigail Reiche & Saulcy, 1856
  - Oxythyrea abigailoides Mikšić, 1978
  - Oxythyrea albopicta (Motschulsky, 1845)
  - Oxythyrea cinctella (Schaum, 1841)
  - Oxythyrea cinctelloides (Reitter, 1898)
  - Oxythyrea dulcis Reitter, 1898
  - Oxythyrea funesta (Poda, 1761) – łanocha pobrzęcz
  - Oxythyrea gronbechi Petrovitz, 1955
  - Oxythyrea noemi Reiche & Saulcy, 1856
  - Oxythyrea pantherina (Gory & Percheron, 1833)
  - Oxythyrea petiti (Gory & Percheron, 1833)
  - Oxythyrea podicalis (Neervoort Van De Poll, 1890)
  - Oxythyrea subcalva Marseul, 1878
  - Oxythyrea taftanensis Montreuil & Legrand, 2008
  - Oxythyrea tripolitana (Reitter, 1891)
- podrodzaj: Oxythyrea (Stichothyrea) Kraatz, 1882
  - Oxythyrea densata (Kolbe, 1914)
  - Oxythyrea guttifera (Afzelius, 1817)
  - Oxythyrea picticollis (Kraatz, 1882)